# Ed Wasser
Ed Wasser (Roslyn Heights, Nova Iorque, 26 de março de 1964) é um ator americano, mais conhecido pelo personagem Mr. Morden na série de televisão de ficção científica Babylon 5.

## Biografia
Wasser nasceu em Roslyn Heights, Nova York em 26 de março de 1964. Ele obteve um bacharelado em Belas Artes pela Universidade Estadual de Nova York, SUNY Purchase Conservatory. Após a faculdade Ed começou seu próprio negócio chamado Ad Skates, Inc., enquanto continuava atuando em aulas no Michael Howard Studios.

## Filmes
| Ano  | Título                        | Função          |
| ---- | ----------------------------- | --------------- |
| 1995 | The Set Up                    | Policial # 1    |
| 1995 | Stormswept                    | Eugene          |
| 1995 | The Royal Affair              |                 |
| 1995 | Star Witness                  |                 |
| 1996 | Dark Secrets                  | Dennis Gary     |
| 1997 | The Emissary: A Biblical Epic | Julius          |
| 2000 | Home the Horror Story         | Kurt Tester     |
| 2007 | Eight Thirty Two              | Senhor preto    |
| 2008 | The Better Angels             | Charles Nichols |
| 2015 | Weekend Delivery              |                 |
| 2015 | Modulation                    | Pai             |